# ارزش غذایی

سیستم‌های ارزش تغذیه‌ای

سیستم‌های ارزش  تغذیه‌ای روش رتبه بندی محصولات مواد غذایی و ارزش تغذیه‌ای مواد غذایی را به شیوه‌ای ساده به مخاطبان توضیح می‌دهد.
سیستم رتبه بندی توسط دولت‌ها، سازمان‌های غیرانتفاعی، موسسات و شرکت‌های خصوصی توسعه داده می‌شوند.